# Autotrichia pellucida
Autotrichia pellucida är en fjärilsart som beskrevs av Otto Staudinger 1900. Autotrichia pellucida ingår i släktet Autotrichia och familjen mätare. Inga underarter finns listade i Catalogue of Life.